# Mosenturm
Der Mosenturm, eigentlich Julius-Mosen-Turm, ist ein Aussichtsturm auf dem 432,9 m ü. NHN hohen Eisenberg oberhalb der Talsperre Pöhl. Er steht bei Jocketa auf dem Gebiet der Gemeinde Pöhl im sächsischen Vogtlandkreis.

## Geschichte
Der erste Aussichtsturm auf dem Eisenberg war ein 1882 errichteter Holzturm, der jedoch den Witterungsbedingungen nicht lange standhielt und schließlich ersetzt werden musste. Im Jahre 1897 wurde daraufhin der heutige Turm auf Initiative des Vereins der Naturfreunde Plauen aus Ziegel und Granit erbaut. Er wurde am 29. August 1897 eingeweiht und nach der Frau des Pöhler Rittergutsbesitzers von Bogenhausen Charlottenturm genannt. 
Im Ersten Weltkrieg diente der Turm zeitweise als Beobachtungsturm der Landwehr. Um 1940 nutzte der Pöhler Luftschutzverband den Turm zu dienstlichen Zwecken, wodurch dieser nicht mehr für die Öffentlichkeit zugänglich war. 1953 erhielt er anlässlich des 150. Geburtstages des vogtländischen Heimatdichters Julius Mosen seinen heutigen Namen. Im Jahre 1995 erfolgte eine aufwändige Sanierung, bei der er auch die heutige Turmhaube aus Edelstahl erhielt.

## Beschreibung
Der auf quadratischem Grundriss stehende Mosenturm ist 14 m hoch und besteht im unteren Teil aus Granitsteinen, im oberen aus gemauerten Ziegelsteinen. Er ist an jeder Seite durch Spitzbogenöffnungen aufgelockert und verjüngt sich leicht bis etwa zur halben Turmhöhe. Über eine Innentreppe mit 74 Stufen gelangt man zu seiner Aussichtsplattform, von der man einen schönen Rundblick über die Talsperre hat.